# Кудашівка (Криворізький район)
Кудаші́вка — село в Україні, у Криворізькому районі Дніпропетровської області. 
Орган місцевого самоврядування — Данилівська сільська рада. Населення — 129 мешканців.

## Географія
Село Кудашівка знаходиться на березі річки Боковенька, яка через 1,5 км впадає в Карачунівського водосховища, вище за течією на відстані 1 км розташоване смт Христофорівка.

## Населення

### Мова
Розподіл населення за рідною мовою за даними перепису 2001 року:
| Мова       | Відсоток |
| ---------- | -------- |
| українська | 92,2 %   |
| російська  | 7,8 %    |

## Історія
У жовтня 2014 року у селі було повалено пам'ятник Леніну.